# De to i ledvogterhuset
De to i ledvogterhuset er en julekalender på DR fra 1969 med skuespillerne Jens Okking, der spillede Jens,  og Anne Marie Helger, der spillede Rie, og julekalenderen brugte levende  dyr i stedet for dukker som i andre julekalendere. 
Ledvogterparrets husholdning omfattede en høne, et marsvin, en  hundehvalp og en gedebuk. Og  Jens og Rie havde også en talende papegøje, som sagde,  ”Goddag, goddag, tag hatten af”, og det blev julemånedens faste replik i 1969.
Instruktionen stod Thorkild Demuth for, mens manuskriptet var af Henning Ipsen og Thorkild Demuth